# Wilfried Lumpe
Wilfried Lumpe (* 12. September 1935 in Schaiba, heute Okrouhlá u Nového Boru; † 2018 in Radeberg) war ein deutscher Gebrauchsgrafiker.

## Leben und Werk
Die Familie Lumpes wurde in der Folge des Zweiten Weltkriegs aus der Tschechoslowakei vertrieben und kam in die Sowjetische Besatzungszone. Lumpe absolvierte von 1952 bis 1955 eine Lehre als Grafischer Zeichner und studierte bis 1958 an der Hochschule für Grafik und Buchkunst Leipzig. Danach arbeitete er als Gebrauchsgrafiker bei der DEWAG-Werbung Dresden. Er entwarf u. a. Illustrationen für Prospekte und Fachbücher und -Zeitschriften und Signets. Bedeutung erlangte er vor allem als Gestalter von Plakaten. Insbesondere seine Warnplakate zeichnen sich aus durch „klare, rational betonte Eindeutigkeit der Aussage … einen nachhaltigen appellativen Charakter.“ Lumpe war bis 1990 Mitglied des Verbands Bildender Künstler der DDR. 1968 erhielt er einen Preis im Wettbewerb Die 100 besten Plakate des Jahres.
Plakate Lumpes befinden sich u. a. in der Stiftung Plakat Ost in Berlin und im Deutschen Historischen Museum.
Nach der deutschen Wiedervereinigung unterhielt er in seinem Wohnort Radeberg ein Entwurfs- und Designbüro. Neben seiner beruflichen Arbeit befasste Lumpe sich mit lokal- und regionalgeschichtlichen Fragen. Er publizierte dazu in den Radeberger Blättern zur Stadtgeschichte, und er entwarf u. a. auch die Umschläge der Blätter.

## Teilnahme an Ausstellungen
- 1967/1968, 1972/1973 und 1977/1978: Dresden, VI. Deutsche Kunstausstellung und VII. und VIII. Kunstausstellung der DDR
- 1972, 1974 und 1985: Dresden, Bezirkskunstausstellungen
- 2016: Marzahn, Altes Rathaus (Plakate aus der DDR)[3]